# Vjačeslav Maksakov
Vjačeslav Zacharovič Maksakov (in russo Вячеслав Захарович Максаков?; Mosca, 27 settembre 1947 – Mosca, 5 ottobre 2023) è stato un attore e regista sovietico.

## Filmografia

### Regista
- Gorod prinjal (1979)
- Obeščju byt! (1983)
- Improvizatsiya na temu biografii (1988)
- Muzhskoy talisman (1995)

### Assistente regista
- Dersu Uzala, il piccolo uomo delle grandi pianure (Dersu Uzala), regia di Akira Kurosawa (1975)
- Tryn-trava, regia di Sergey Nikonenko (1976)
- Partitura incompiuta per pianola meccanica (Neokonchennaya pyesa dlya mekhanicheskogo pianino), regia di Nikita Mikhalkov (1977)

### Sceneggiatore
- Obeščju byt!, regia di Vyacheslav Maksakov (1983)
- Improvizatsiya na temu biografii, regia di Vyacheslav Maksakov (1988)

### Attore
- Ogonki, regia di Boris Rytsarev (1972)
- Partitura incompiuta per pianola meccanica (Neokonchennaya pyesa dlya mekhanicheskogo pianino), regia di Nikita Mikhalkov (1977)
- Il barbiere di Siberia (Sibirskiy tsiryulnik), regia di Nikita Mikhalkov (1998)